# Kadaň
Kadaň (nemško Kaaden) je mesto v Usteškem okraju (Okres Chomutov) na severozahodnem Češkem. Leži ob reki Ohře na 300 m nadmorske višine. V začetku leta 2023 je imelo 18.275 prebivalcev. Površina občine znaša 65,62 km².
- Kadaň z reke, pred 1923